# Lomtjärnen (Seglora socken, Västergötland)
Lomtjärnen är en sjö i Borås kommun i Västergötland och ingår i Viskans huvudavrinningsområde.